# Les héros n'ont pas froid aux oreilles
Pour plus de détails, voir Fiche technique et Distribution.
Les héros n'ont pas froid aux oreilles est un film français réalisé par Charles Nemes, sorti en 1979.

## Synopsis
Jean-Bernard et Pierre Morel, deux cousins célibataires, travaillent dans la même banque et vivent dans le même logement à Paris. Encouragés par leur employeur à rompre avec un rythme de vie monotone, ils décident de louer une voiture (une Citroën Ami 8 break neuve) le temps d'un week-end en escapade pour aller visiter Bruges.
Cependant, leur périple à peine entamé est finalement abandonné après la rencontre d'une jeune fille qui fait du stop.

## Fiche technique
- Titre : Les héros n'ont pas froid aux oreilles
- Réalisation : Charles Némès, assisté de José Salcedo
- Scénario : Gérard Jugnot et Charles Némès
- Production : Charles Némès
- Musique : Jacques Delaporte
- Photographie : Étienne Fauduet
- Montage : Marie-Sophie Dubus
- Décors : Cécile Magnan et Claude Nessi
- Costumes : Natacha Dioujeva
- Pays d'origine : France
- Format : Couleurs - 1,66:1 - Mono - 35 mm
- Genre : Comédie dramatique
- Durée : 83 minutes[1].
- Date de sortie : 24 août 1978 (Festival National du Jeune Cinéma Français de Trouville), 17 janvier 1979 (France)

## Distribution
- Daniel Auteuil : Jean-Bernard Morel
- Gérard Jugnot : Pierre Morel
- Anne Jousset : Karine Leblanc, une jeune fille ayant fugué
- Henri Guybet : Bertier
- Patricia Karim : Jacqueline
- Roland Giraud : le directeur de l'agence bancaire
- Josiane Balasko : une cliente en convalescence
- Martine Laroche-Joubert : une cliente jolie
- Maaike Jansen : la mariée
- Martin Lamotte : le jeune marié du restaurant
- Christian Clavier : l'homme dans la 2CV
- Marie-Anne Chazel : la femme dans la 2CV
- Louba Guertchikoff : la vieille dame abandonnée
- Gérard Lanvin : le vigile
- Roger Riffard : l'agent de police à cyclomoteur
- Jacques Legras : l'agent étranger
- Michel Blanc : un passant à Montmartre parlant avec un léger accent
- Bruno Moynot : le loueur de voitures
- Thierry Lhermitte : le voleur de pneus sur la route nationale
- Christophe Malavoy : le conducteur de la R5 Alpine tombée en panne après avoir été sabotée
- Nadia Barentin : la mère de Karine
- Michel Puterflam : le père de Karine

## Production

### Lieux de tournage
Le film a été tourné à Paris, Bagneux (Hauts-de-Seine) et Montgé-en-Goële (Seine-et-Marne).

## Autour du film
- À noter, les apparitions de Martin Lamotte dans le rôle du marié, Thierry Lhermitte dans celui de l'automobiliste tentant de démonter une roue, Gérard Lanvin qui incarne l'agent de sécurité de la banque ainsi que Christian Clavier et Marie-Anne Chazel, le couple à la 2 CV abandonnant une vieille femme, et Michel Blanc dans  le rôle du passant qui renseigne nos héros.
- Dans la réalité, la vieille femme abandonnée était la mère de Marie-Anne Chazel, cette dernière utilisant son propre véhicule (2CV rouge)